# 弗爾赫尼卡

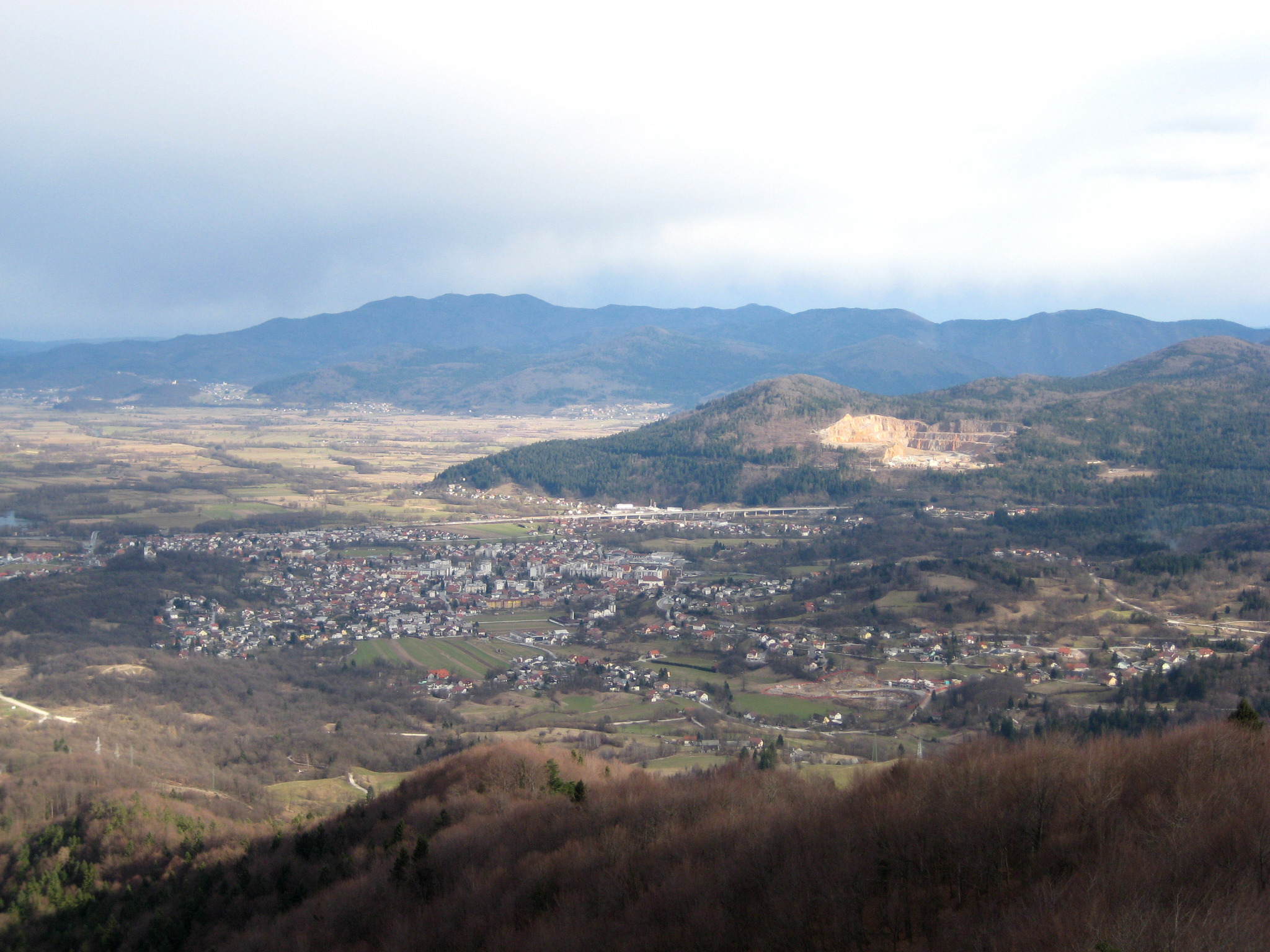
弗爾赫尼卡

弗爾赫尼卡是斯洛文尼亞中西部弗爾赫尼卡市鎮的城鎮及行政中心，位於盧布爾雅尼察河畔，距離首都盧布爾雅那21公里。城镇面積为18.9平方公里，2012年人口数量为8,454人。

## 外部連結
- 弗尔赫尼卡市镇官方网站 （页面存档备份，存于） （斯洛文尼亚文）